# Lorlanges
Lorlanges település Franciaországban, Haute-Loire megyében. Lakosainak száma 423 fő (2022. január 1.). Lorlanges Espalem, Léotoing, Saint-Beauzire és Saint-Géron községekkel határos.

## Népesség
A település népességének változása:
| Lakosok száma | 284  | 216  | 230  | 255  | 345  | 364  | 374  | 393  | 403  | 423  |
|               | 1968 | 1982 | 1990 | 2006 | 2013 | 2015 | 2017 | 2019 | 2020 | 2022 |